# Mundulea viridis
Mundulea viridis är en ärtväxtart som beskrevs av R.Vig., p.p.A. Mundulea viridis ingår i släktet Mundulea och familjen ärtväxter. Inga underarter finns listade i Catalogue of Life.